# Etiqueta identificadora

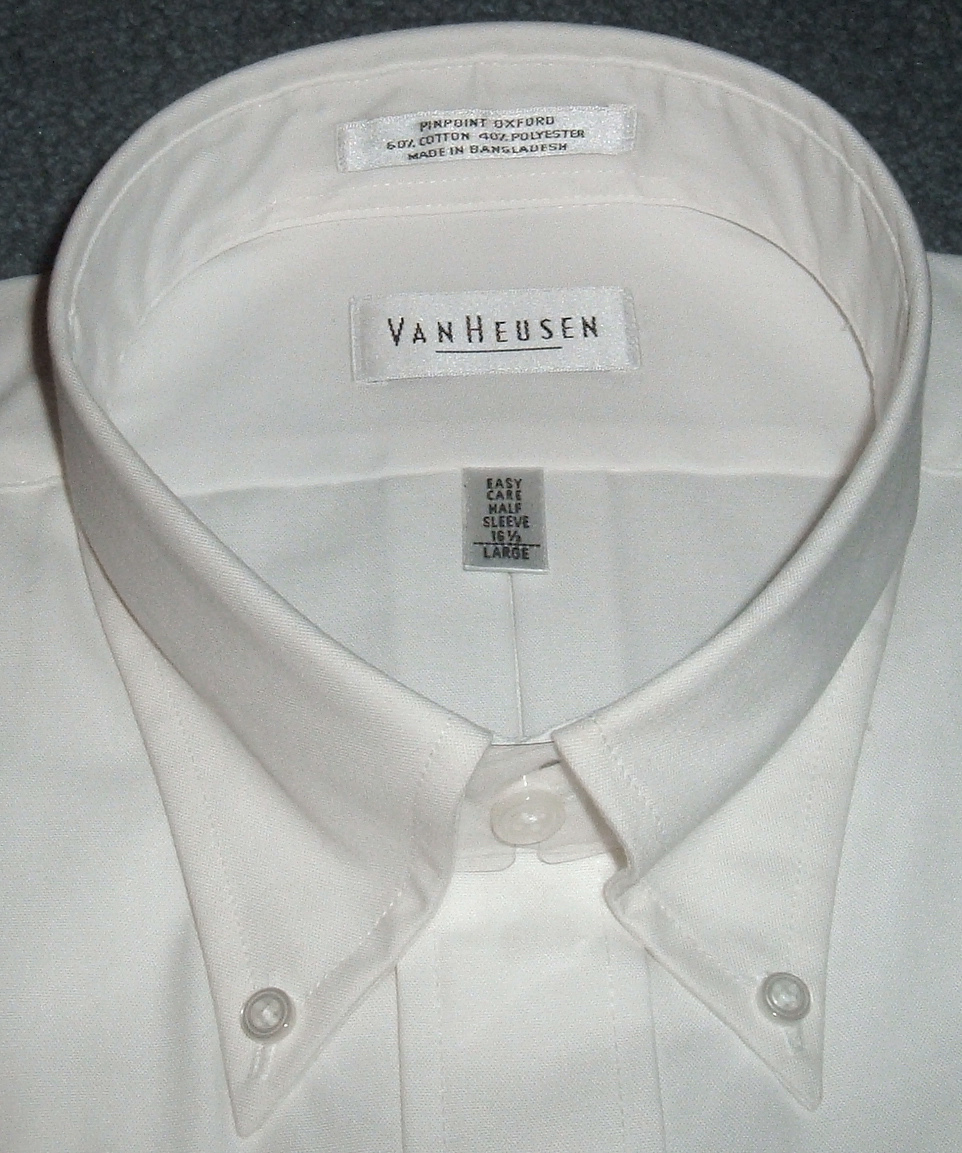
Camisa amb etiquetes

Una etiqueta és un tros de paper, una pel·lícula de plàstic, un tros de tela, de metall o un altre material col·locat a un recipient o producte, on hi ha escrits o impresos símbols o informació sobre el producte o l'article. La informació impresa directament en un contenidor o article també es pot considerar com etiquetatge.

## Tipus
Les etiquetes tenen molts usos, inclosa la promoció i la informació sobre l'origen d'un producte, el fabricant (p. ex., el nom de la marca), l'ús, la seguretat, la vida útil i l'eliminació, alguns o tots els quals poden regir-se per legislació com la dels aliments en el Regne Unit o els Estats Units. Els mètodes de producció i de fixació als envasos són molts i diversos i també poden estar subjectes a estàndards reconeguts internacionalment. En molts països, els productes perillosos com ara verins o líquids inflamables han de tenir una etiqueta d'advertència.

## Productes

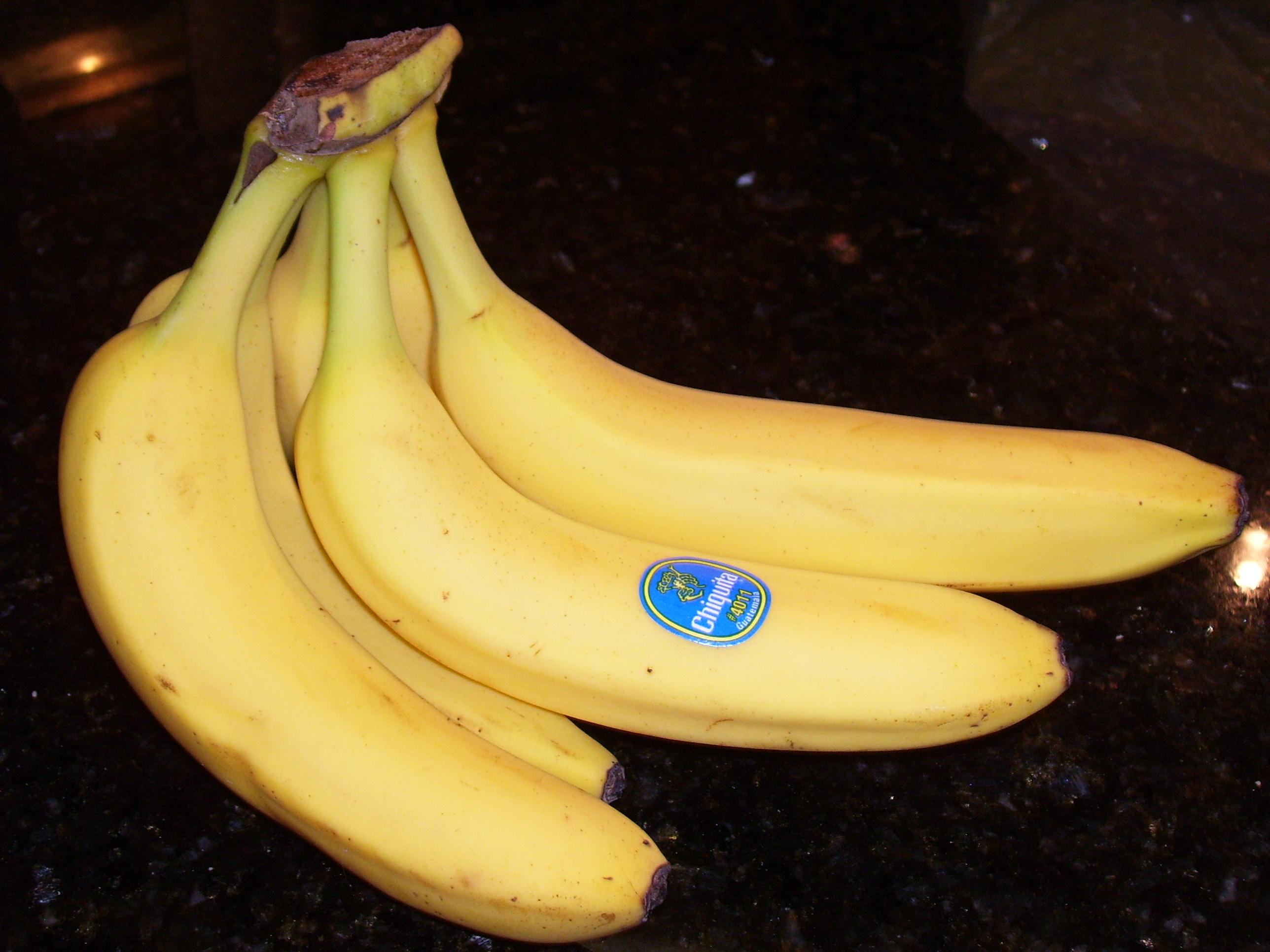
Un munt de plàtans amb una etiqueta

La identificació permanent del producte mitjançant una etiqueta és habitual; les etiquetes han de romandre segures durant tota la vida útil del producte. Per exemple, unamatrícula d'un automòbil ha de ser resistent a la calor, als olis i a la manipulació; de la mateixa manera, una etiqueta d'aliment ha de perdurar fins que l'aliment s'hagi utilitzat. Les etiquetes de productes extraïbles s'han d'enganxar fins que s'eliminin. Per exemple, una etiqueta d'una nevera nova conté informació sobre la instal·lació, l'ús i el medi ambient: l'etiqueta s'ha de poder treure de la unitat de manera neta i senzilla un cop instal·lada.
Les etiquetes d'aliments i begudes solen incloure informació crítica relacionada amb el contingut o els ingredients utilitzats en un producte, i també poden indicar riscos d'al·lèrgia com ara la presència de gluten o soja. Per exemple, la Food and Drug Administration (FDA) dels Estats Units proporciona estàndards per regular la informació proporcionada a les etiquetes i envasos de vi i licors. Aquestes etiquetes inclouen informació com el nom de la marca, la designació de classe i tipus i el contingut d'alcohol.

## Etiqueta adhesiva

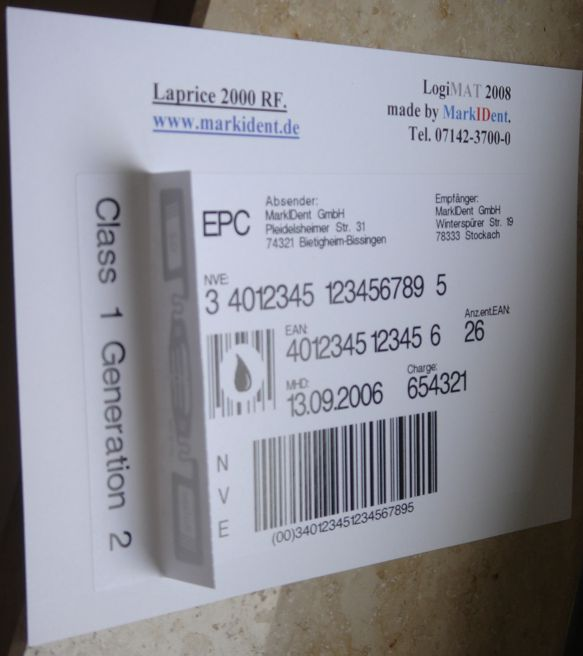
Etiqueta adhesiva tipus FlagTag.

L'etiqueta adhesiva és una etiqueta autoadhesiva creada per l'empresa nord-americana Avery Dennison als anys 30 i serveix, entre d'altres, per identificar, informar, permetre la traçabilitat (RFID) i fins i tot indicar si un producte es troba a la temperatura indicada o dins de la caducitat. data (Plunkett, 2008) .

### Història
Les primeres etiquetes adhesives van aparèixer durant la Segona Guerra Mundial, de la mà d'Avery Dennison. La seva empresa de nova creació, durant la guerra, Avery Dennison Corporation (Avery), es va establir a Anglaterra amb la finalitat de crear una nova línia de materials basada en etiquetes adhesives (Pasiuk, 2006). Avery el 2009 opera a 39 països amb unes 200 fàbriques i oficines (Corbett, 2004, p. 217) .
L'any 2009, és possible utilitzar etiquetes adhesives en pràcticament totes les línies de negoci. Cerveses premium, cosmètics, productes d'higiene personal i farmacèutics, etc. (Pasiuk, 2006, p.21) .

## Etiqueta DYMO

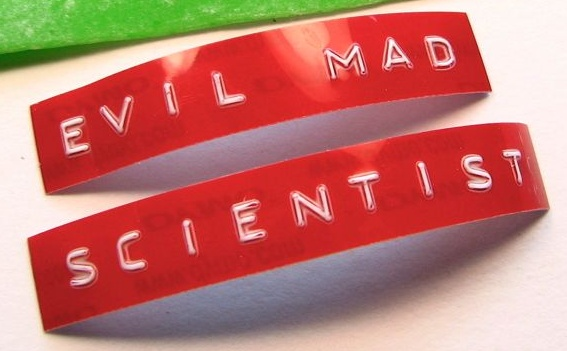
Etiqueta feta amb cinta en relleu

És un sistema mecànic que funciona en relleu sobre una tira de plàstic de colors, o cinta en relleu. Un martell en forma de lletra va provocar una extrusió en forma de lletra al costat oposat de la cinta. El plàstic elevat s'aclaria, proporcionant contrast visual. Avui en dia, aquest tipus s'ha substituït gairebé completament per dispositius electrònics de transferència tèrmica amb teclat i pantalla integrats, i un cartutx integrat que conté el material de l'etiqueta (i cinta d'impressió, si s'escau).

### Etiqueta Braille

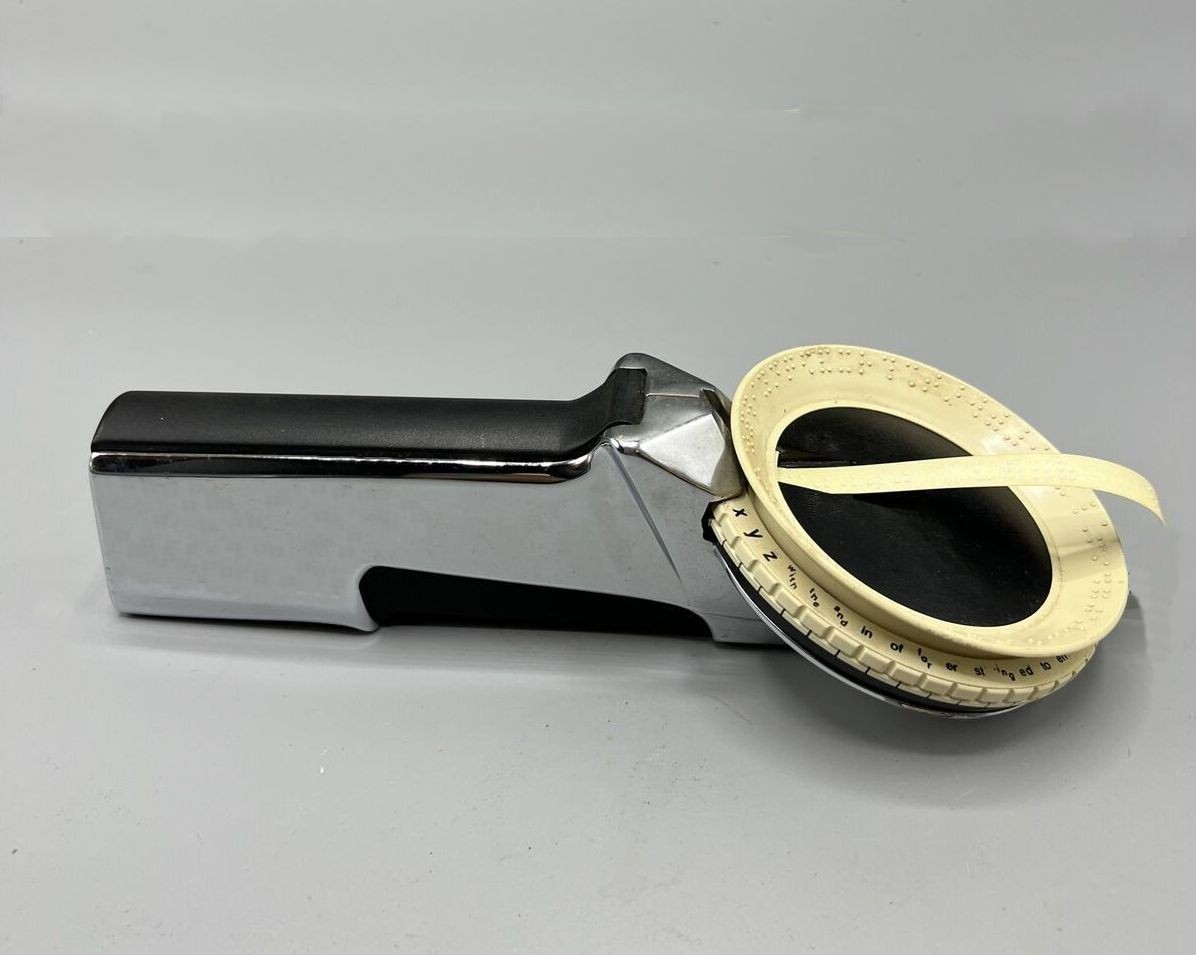
Etiquetadora en relleu per a codi Braille

Existeixen també unes etiquetadores Braille portàtils, fetes per diversos fabricants, Dymo, Scotch, Reizen.. que fan servir la mateixa mecànica i cintes que les de lletra normal però amb una roda Braille, i que són molt pràctiques per als invidents tant a la feina com a l'escola o la llar. Permeten emprar també cinta d'etiquetatge d'alumini, que està dissenyada específicament per ser utilitzada amb pissarres Braille y, es pot enganxar fàcilment a les superfícies que es volen etiquetar, sent més resistent al desgast que el vinil.

### Característiques
Per raó del mètode emprat pel gravat en relleu, les lletres només poden ser de color blanc. De vegades, el suport adhesiu de la cinta es pot debilitar, sobretot en contacte amb líquid o pols. La cinta és més rígida que la majoria dels altres materials d'etiquetatge i pot saltar si l'objecte etiquetat es doblega o sota la força de la seva curvatura original, si l'etiqueta no s'enganxa bé després d'haver estat impresa.

## Col·leccionabilitat
El fer col·lecció d'etiquetes és un fenomen mundial, des d'etiquetes utilitzades en caixes de llumins i productes alimentaris (per exemple, formatge), vi fins a envasos impresos. Els col·leccionistes se senten atrets per les etiquetes tant per la seva influència en el disseny artístic com per la història de la venda al detall.